# Suchowej
Der Suchowej oder Suchowei ist ein im Sommer auftretender, trocken-heißer Fallwind, der in der südrussischen Steppe weht. Er zählt zu den so genannten Vorderseitenwinden, die sich an der Vorderseite von Warmfronten bilden.
Er ist charakteristisch für die Region um das Kaspische Meer und Kasachstan. Seine Lufttemperatur beträgt 20–25 °C, seine relative Luftfeuchte weniger als 30 % und er weht in der Regel mit mäßiger Geschwindigkeit (5–20 m/s). Er bildet sich bei Einbrüchen tropischer Luftmassen am Rand von Hochdruckgebieten. Er trocknet oftmals die oberen Bodenschichten aus und lagert eine bis zu mehreren Zentimetern mächtige Flugsandschicht ab. Die geringe Beweglichkeit von Antizyklonen ist für die Beständigkeit des Suchowejs verantwortlich, der einige Tage anhalten kann. Bei nicht ausreichender Bodenfeuchtigkeit verursacht er Dürre und vernichtet Ernten von Getreide- und Obstkulturen. Die Suchowejs breiten sich mit den tropischen Luftmassen bis zur Waldsteppe der GUS aus, aber häufiger fallen sie in die Halbwüsten und Steppen ein. Als Schutz vor Suchowejs dienen Waldschutzstreifen, Bodenbewässerung und Meliorationsmaßnahmen.